# Agnesiella kamala
Agnesiella kamala är en insektsart som beskrevs av Irena Dworakowska 1982. Agnesiella kamala ingår i släktet Agnesiella och familjen dvärgstritar. Inga underarter finns listade i Catalogue of Life.